# Cons-la-Grandville
Cons-la-Grandville település Franciaországban, Meurthe-et-Moselle megyében. Lakosainak száma 525 fő (2022. január 1.). Cons-la-Grandville Cosnes-et-Romain, Cutry, Fresnois-la-Montagne, Lexy, Montigny-sur-Chiers, Ugny és Villers-la-Chèvre községekkel határos.

## Népesség
A település népességének változása:
| Lakosok száma | 828  | 669  | 596  | 572  | 579  | 544  | 523  | 507  | 513  | 525  |
|               | 1968 | 1982 | 1990 | 2006 | 2013 | 2015 | 2017 | 2019 | 2020 | 2022 |